# Atypophthalmus gausapa
Atypophthalmus gausapa är en tvåvingeart som först beskrevs av Alexander 1972.  Atypophthalmus gausapa ingår i släktet Atypophthalmus och familjen småharkrankar. Inga underarter finns listade i Catalogue of Life.